# Taurinus (Toreut)
Taurinus war ein antiker römischer Toreut (Metallarbeiter), der in der zweiten Hälfte des 1. Jahrhunderts in Niedergermanien tätig war.
Taurinus ist heute nur noch aufgrund zweier Signaturstempel auf einer Bronzeschöpfkelle und dem dazu gehörigen Sieb bekannt. Beide wurden im Urnengrab 21 in Diersheim, Baden-Württemberg, Deutschland gefunden. Heute befinden sich die Stücke im Badischen Landesmuseum im Schloss in Karlsruhe.

## Einzelbelege
1. ↑  Inventarnummer C 11420 d; Richard Petrovszky: Studien zu römischen Bronzegefäßen mit Meisterstempeln. Leidorf, Buch am Erlbach 1993, S. 304, Nr. T.03.01.

| Personendaten    | Personendaten                              |
| ---------------- | ------------------------------------------ |
| NAME             | Taurinus                                   |
| KURZBESCHREIBUNG | antiker römischer Toreut                   |
| GEBURTSDATUM     | 1. Jahrhundert v. Chr. oder 1. Jahrhundert |
| STERBEDATUM      | 1. Jahrhundert oder 2. Jahrhundert         |